# 岡田甫
岡田 甫（おかだ はじめ、1905年〈明治38年〉10月8日 - 1979年〈昭和54年〉12月4日）は、川柳・雑俳研究家。
東京府日本橋に生まれる。本名は千葉治。号は三面子。1928年に早稲田大学高等師範部国語漢文科卒。長崎のミッションスクール東山学院教師となる。1934年に文筆活動を始め、芝書店、三笠書房、大観堂書店、青磁社などで編集長を歴任する。1950年に戸塚にオランダ書房を開き、近世庶民文化研究所を開設。1951年に雑誌『近世庶民文化』を創刊。1967年より鎌倉市に住む。
川柳・雑俳の評釈に活躍するほか近世軟文学の紹介も行った。柳田良一の名も用いた。

## 著書
- 『川柳末摘花註解』第一出版社 1951
- 『誹風末摘花 新註』東都古川柳研究会編 柳田良一・葛城前鬼共校註 ロゴス社 1951
- 『諸遊芥子鹿子』編 貴重文献保存会 1952
- 『川柳愛慾史』あまとりあ社 1952
- 『珍書探求』作品社 1952
- 『新川柳末摘花』有光書房 1953
- 『川柳末摘花詳釈』有光書房 1955
- 『川柳末摘花詳釈 拾遺篇』有光書房 1956
- 『柳の葉末全釈』有光書房 1956 のち太平書屋
- 『奇書』有光書房 1958
- 『せんりゅう談義』東西五月社 1959
- 『戯談』有光書房 1960
- 『川柳東海道』読売新聞社 1972-1973
- 『絵入川柳京都めぐり』有光書房 1973
- 『たどりつつ』 岡田甫先生著書刊行会編 銀河書房 1988

## 編纂・校訂
- 似実軒酔茶 原編『定本誹風末摘花』第一出版社 1952 のち有光書房、太平書屋
- 『春情心の多気』貴重文献保存会 1953
- 梅亭金鵞『真情春雨衣』貴重文献保存会 1953
- 『臙脂筆』第1-5冊 近世庶民文化研究所 1953-1954
- 『水のゆく末』美和書院 1953
- 『茨の垣』編集・校訂 貴重文献保存会 1954
- 『栄花遊二代男』貴重文献保存会 1954
- 『「大東閨語」研究』近世庶民文化研究所 1954
- 『風流賢愚経』美和書院 1954
- 江嶋其磧『魂胆色遊懐男』貴重文献保存会 1955
- 『春情花の朧夜』美和書院 1955
- 『春情優美人形』貴重文献保存会 1955
- 『春しぐれ』美和書院 1955
- 『糸遊』美和書院 1956
- 『現代風俗艶句選』光和堂 1956
- 安藤幻怪坊『川柳大山みやげ』補 有光書房 1957
- 『古川柳艶句選』有光書房 1957
- 大曲駒村、富士崎放江編著『定本末摘花通解』増補 書痴往来社 1956-1958
- 『水木本稿本柳多留全集』1960-1967
- 『初代川柳選句集』千葉治校訂 岩波文庫 1960
- 『艶句』有光書房 1962
- 『現代春句 川柳・現代春句2500選』芳賀書店 1967
- 八島五岳『川柳絵本柳樽』編・略注 芳賀書店 1969
- 『全釈江戸三大奇書』有光書房 1970
- 『兼好今法師志道軒徒然夢物語夜講釈』校訂 有光書房 1974
- 『秘籍江戸文学選 1 阿奈遠加之 上（沢田名垂）訳 藐姑射秘言（黒沢翁満）訳 日輪閣 1974
- 『秘籍江戸文学選 3 逸著聞集（山岡俊明）訳 阿奈遠加之 下（沢田名垂）訳 日輪閣 1974
- 今井卯木『増訂川柳江戸砂子』春陽堂 1976
- 『誹風柳多留全集』全12巻 校訂 三省堂 1976-1978
- 『増訂版川柳吉原志』春陽堂 1977
- 『誹風柳多留全集 索引篇』三省堂 1984